# Kristin Davis

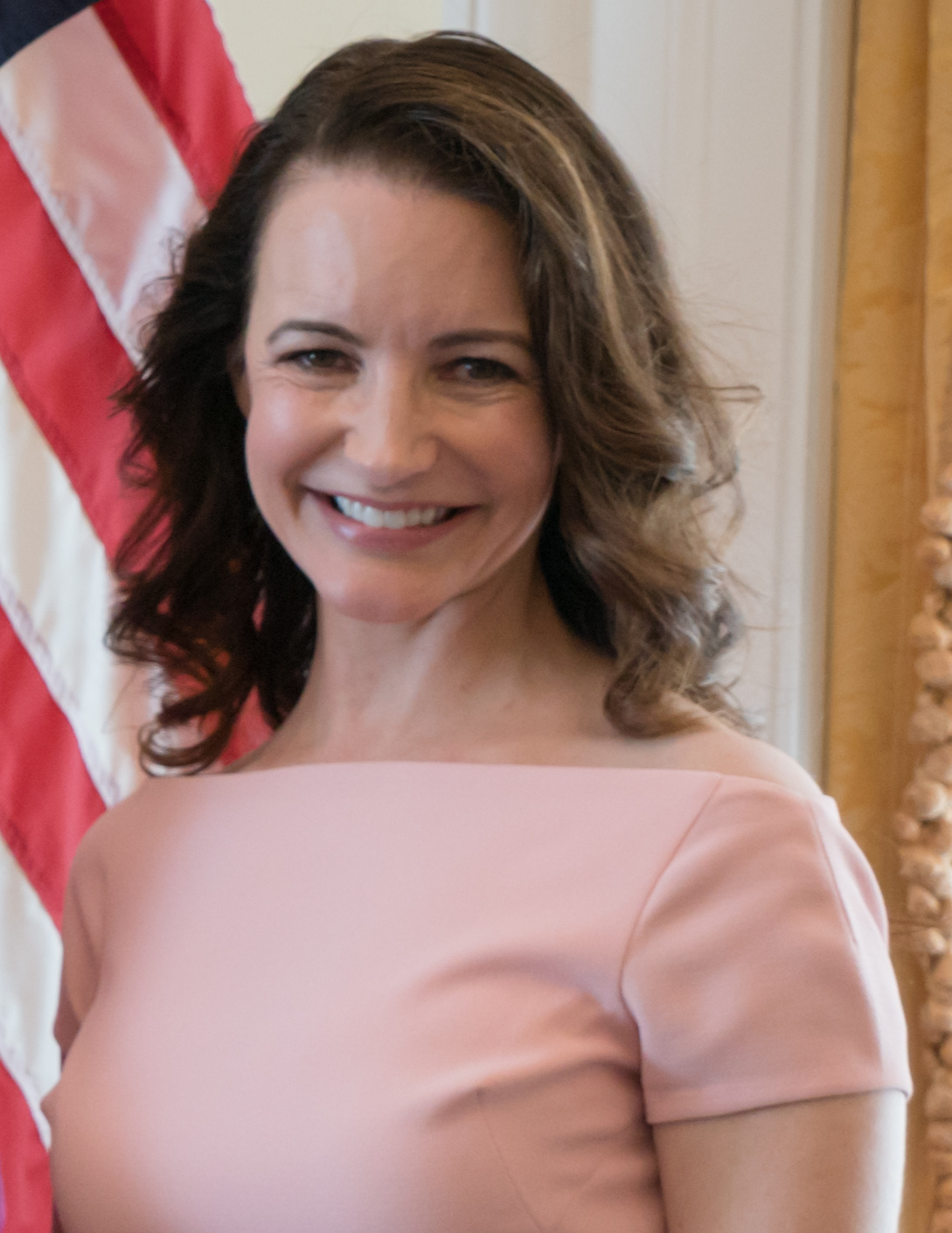
Kristin Davis (2018)

Kristin Landen Davis (* 23. Februar 1965 in Boulder, Colorado) ist eine US-amerikanische Schauspielerin und Filmproduzentin, die durch ihre Rolle der Charlotte York in der Fernsehserie Sex and the City internationale Bekanntheit erlangte.

## Leben und Karriere
Kristin Davis wurde als einziges Kind des Ehepaares Dorothy und Tom Atkinson in Boulder, Colorado, geboren. Ihre Eltern ließen sich kurz nach ihrer Geburt scheiden und sie wurde 1968 vom zweiten Ehemann ihrer Mutter, Keith Davis, adoptiert. Die Familie zog bald darauf nach Columbia, South Carolina, wo Kristin Davis 1983 ihren Abschluss an der A.C. Flora High School machte. Danach studierte sie Schauspiel an der Mason Gross School of the Arts der Rutgers University in New Jersey, die sie 1987 abschloss.
Nachdem Davis die Rolle der Brooke Armstrong in der US-Fernsehserie Melrose Place gespielt hatte, war sie auch in anderen Serien wie Seinfeld und Friends zu sehen. 1998 hatte sie ihren Durchbruch mit der Rolle der Charlotte York Goldenblatt in der Serie Sex and the City. In den Jahren 2001 bis 2005 wurde sie gemeinsam mit Kim Cattrall, Sarah Jessica Parker und Cynthia Nixon für den Screen Actors Guild Award als bestes Ensemble in einer Comedyserie für Sex and the City nominiert. 2002 und 2004 bekam sie dann diese Auszeichnung. 2002 wurde sie für ihre Rolle als Charlotte York außerdem für den Emmy (Best Supporting Actress – Comedy Series) und Golden Globe (Best Supporting Actress – Series, Miniseries or Television Film) nominiert.
Ihr Kinodebüt hatte Davis mit einer Hauptrolle in Doom Asylum (1987). Weitere Hauptrollen hatte sie in den Filmen Road Trip in die Hölle (2000), Die Abenteuer von Sharkboy und Lavagirl in 3-D (2005), Shaggy Dog – Hör mal, wer da bellt (2006) und Blendende Weihnachten (2006) neben Matthew Broderick und Danny DeVito.
Davis wurde von den Lesern der Zeitschrift Eve im Jahr 2006 zur schönsten Frau der Welt gewählt.
Kristin Davis ist Botschafterin der Entwicklungshilfsorganisation Oxfam, mit der sie zum Beispiel 2005 nach Südafrika und 2011 ins kenianische Dadaab reiste. Im Sommer 2009 berichtete die New York Post, dass Oxfam sich von Davis getrennt habe, da diese für eine Kosmetikserie geworben hatte, die in den Israelischen Siedlungsgebieten im Westjordanland produziert wurde. Oxfam widersprach dieser Darstellung jedoch und erklärte, die Organisation wolle die Zusammenarbeit mit Davis fortsetzen.
1999 bekam Davis den Frauenpreis Lucy Award (Women In Film Crystal + Lucy Awards) verliehen. 2010 bekam sie für ihr Engagement den Wyler Award.
Davis adoptierte am 7. Oktober 2011 ein Mädchen. 2018 adoptierte sie einen Jungen. Zurzeit lebt sie in Los Angeles.

## Filmografie (Auswahl)
- 1987: Doom Asylum

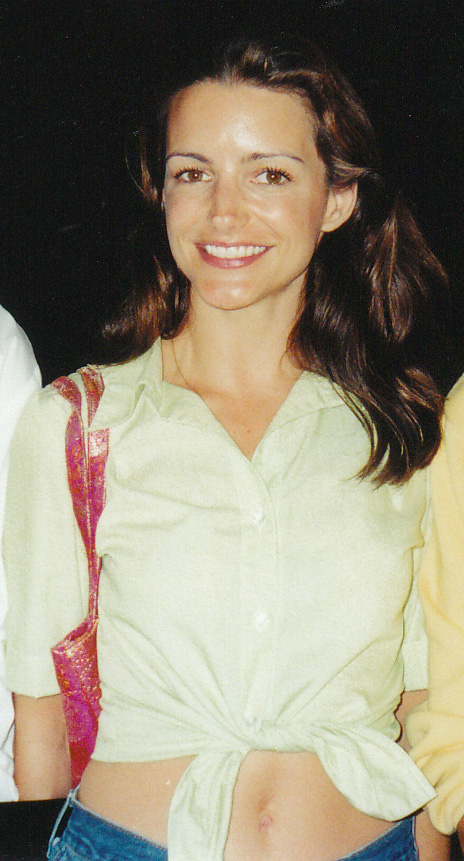
Davis (1999)

- 1991: Tigerjagd in Manhattan (N.Y.P.D. Mounted, Fernsehfilm)
- 1991: General Hospital (Fernsehserie)
- 1994: Dr. Quinn – Ärztin aus Leidenschaft (Dr. Quinn, Medicine Woman, Fernsehserie, Folge 3x10)
- 1995: Emergency Room – Die Notaufnahme (ER, Fernsehserie, Folge 1x13)
- 1995: Nine Months
- 1995–1996: Melrose Place (Fernsehserie)
- 1996: Callgirl Affair – Ein Vater kennt kein Tabu (The Ultimate Lie)
- 1997: Visionen der Angst – Die Frau mit dem zweiten Gesicht (A Deadly Vision)
- 1997: The Single Guy (Fernsehserie, Folge 2x19)
- 1997: Seinfeld (Fernsehserie, 2 Folgen)
- 1998: Traveling Companion
- 1998–2004: Sex and the City (Fernsehserie)
- 1999: Zugfahrt ins Jenseits (Atomic Train)
- 2000: Friends (Fernsehserie, Folge 7x07)
- 2000: Take me Home: The John Denver Story
- 2000: Road Trip in die Hölle (Blacktop)
- 2001: Someone to love
- 2001: Drei Tage bis Weihnachten (Three Days)
- 2004: Will & Grace (Fernsehserie, Folge 7x07)
- 2004: The Winnig Season
- 2003: Zeit der Sieger (The Winning Season)
- 2005: Soccer Moms
- 2005: Die Abenteuer von Sharkboy und Lavagirl in 3-D (The Adventures of Sharkboy and Lavagirl in 3-D)
- 2006: Shaggy Dog – Hör mal, wer da bellt (Shaggy Dog)
- 2006: Blendende Weihnachten (Deck the Halls)
- 2008: Sex And The City – Der Film (Sex and the City: The Movie)
- 2009: All Inclusive (Couples Retreat)
- 2010: Sex and the City 2
- 2011: Jack und Jill (Jack and Jill)
- 2012: Die Reise zur geheimnisvollen Insel (Journey 2: The Mysterious Island)
- 2012: Meine Schwester mit den zwei Gesichtern (Of Two Minds)
- 2014: Bad Teacher (Fernsehserie)
- 2016: Himmlische Weihnachten (A Heavenly Christmas)
- 2019: Weihnachten in der Wildnis (Holiday in the Wild)
- 2020: Deadly Illusions
- 2021–2025: And Just Like That … (Fernsehserie, 21 Folgen)
- 2024: Cash Out

## Auszeichnungen
Golden Globe
- 2003: Nominierung als Beste Nebendarstellerin — Serie, Mini-Serie oder TV-Film für Sex and the City

Emmy
- 2004: Nominierung als Beste Nebendarstellerin in einer Comedyserie für Sex and the City

American Comedy Award
- 2000: Nominierung als Lustigste Nebendarstellerin in einer Comedyserie für Sex and the City

Goldene Himbeere
- 2011: Auszeichnung als Schlechteste Schauspielerin (gemeinsam mit Sarah Jessica Parker, Cynthia Nixon und Kim Cattrall) für Sex and the City 2
- 2011: Auszeichnung als Schlechtestes Schauspielensemble für Sex and the City 2